# Sarcochilus argochilus
Sarcochilus argochilus är en orkidéart som beskrevs av David Lloyd Jones och Mark Alwin Clements. Sarcochilus argochilus ingår i släktet Sarcochilus och familjen orkidéer.
Artens utbredningsområde är Queensland. Inga underarter finns listade i Catalogue of Life.